# Mihai Pintilii
Mihai Pintilii (n. 9 noiembrie 1984, Iași, România) este un fotbalist român retras din activitate, în prezent delegat al clubului FCSB.

## Cariera de jucător
A debutat în Liga I în 2006, la 22 de ani, pe când juca la Jiul Petroșani.
În mai 2012, Pintilii a fost transferat de Steaua București pentru suma de 850.000 de euro, cu Pandurii Târgu Jiu primindu-l și pe Mihai Răduț sub formă de împrumut. Mihai Pintilii a marcat pentru prima dată pentru Steaua pe 2 martie 2013, reușind o dublă în fața celor de la Gaz Metan Mediaș.
Pe 7 iunie 2014 a semnat un contract pe trei ani cu Al-Hilal, cu care a ajuns până în finala Ligii Campionilor AFC, pierdută în fața australienilor de la Western Sydney Wanderers.
Pe 19 iunie 2015 a semnat un contract pe trei ani cu Hapoel Tel Aviv.
Pe 1 februarie 2020 și-a anunțat retragerea din activitate.

## Echipa națională
Pintilii a debutat pentru Echipa națională a României pe 10 august 2011, într-un amical cu reprezentativa statului San Marino.

## Cariera de antrenor
După retragerea din activitatea de fotbalist, Pintilii a devenit antrenor secund la FCSB, în mandatul lui Bogdan Vintilă. A rămas în postul de secund și în mandatul lui Anton Petrea, precum și alături de Edi Iordănescu. În 2022, când Iordănescu a fost numit selecționer al României, acesta i-a făcut oferta lui Pintilii de a i se alătura, însă Pintilii a refuzat, rămânând la FCSB. În noiembrie 2022, după ce Nicolae Dică a demisionat din funcția de antrenor principal al FCSB, Pintilii a devenit antrenor interimar, dar nu a putut fi instalat antrenor principal permanent din cauza lipsei licenței Pro, iar FCSB a făcut un artificiu, aducându-l pe Leonard Strizu ca antrenor principal, însă Pintilii a rămas cel care se ocupa de facto de echipă. Însă la sesizarea Școlii Federale de Antrenori, Pintilii a fost suspendat pentru patru etape și amendat cu 6.800 de lei, iar clubul FCSB a fost de asemenea amendat pentru acest artificiu.

## Palmares
FCSB
- Liga I (2): 2012-2013;[15] 2013-2014[16]

- Supercupa României (1): 2013
- Cupa Ligii (1): 2015-2016